# Ons vir jou Suid-Afrika (album)
Ons vir jou Suid-Afrika is een gezamenlijk muziekalbum van de Zuid-Afrikaanse zangers Bok van Blerk en Robbie Wessels, met nog acht andere Zuid-Afrikaanse artiesten die allen één nummer toevoegden. Het bekendste lied van het album is het titelnummer, gezongen door van Blerk en Wessels samen.

## Inhoud
1. Ons vir jou Suid-Afrika - Bok van Blerk & Robbie Wessels
2. O' Die Bokke (500 Miles) - Robbie Wessels
3. Hak hom Blokkies - Theuns Jordaan
4. Spickerish - Bok van Blerk
5. Bokkoors (Eye of the Tiger) - Robbie Wessels
6. Wie trou dan op 'n final - Bok van Blerk
7. Diknek en klein tandjies - Bok van Blerk
8. Trek aan jou trui - Hugo
9. Shoshaloza - Coleske
10. Is jy bang - Eden
11. Bel, Bel, Bel - Lianie May
12. Habana - Bok van Blerk
13. Hokkaai - Thys die Bosveldklong
14. Rugby Medley - So speel die boere
15. Vir ewig Suid-Afrika - Drie van die beste